# برگنشتت
برگنشتت (به آلمانی: Bregenstedt) یک منطقهٔ مسکونی در آلمان است که در رکسلبن (بورده) واقع شده‌است. برگنشتت ۵۴۹ نفر جمعیت دارد.